# Vega 2
Vega 2 (zajedno s Vegom 1) bila je sovjetska svemirska sonda dio programa Vega za istraživanje Halleyjeve komete i Venere. Svemirska letjelica bila je razvoj ranije misije Venera. Ime VeGa (ВеГа) kombinira prva dva slova ruskih riječi za Veneru (Венера: "Venera") i Halley (Галлея: "Galleya") Dizajnirao ih je svemirski centar Babakin, a Lavochkin u Khimkiju konstruirao ih je kao 5VK. 
Letjelicu su pokretali dvojaki veliki solarni paneli. Instrumenti su uključivali antenu, kamere, spektrometar, infracrveni dubinomjer, magnetometre (MISCHA) i sonde za plazmu. Letjelica od 4.920 kg lansirana je na vrh rakete Proton 8K82K s kozmodroma Bajkonur, Tyuratam, Kazahstanski SSR. I Vega 1 i 2 bile su troosovinski stabilizirane letjelice. Svemirska letjelica bila je opremljena dvostrukim štitnikom odbojnika za zaštitu od prašine s Halleyjevog kometa.

## Misija na Veneru
Silazni modul stigao je na Veneru 15. lipnja 1985., dva dana nakon što je pušten iz sonde Vega 2. Modul, kugla promjera 240 cm, mase 1.500 kilograma, sadržavao je površinski sletač i istraživački balon. Sonda je izvela gravitacijsku praćku koristeći Veneru i nastavila svoju misiju susreta s kometom.

### Sletač
Površinski sletač bio je identičan onome iz Vege 1 kao i prethodnih šest misija programa Venera. Cilj sonde bio je proučavanje atmosfere i izložene površine planeta. Znanstveni korisni teret obuhvaćao je ultraljubičasti spektrometar, senzore temperature i tlaka, mjerač koncentracije vode, kromatograf u plinskoj fazi, rendgenski spektrometar, maseni spektrometar i uređaj za površinsko uzorkovanje. Nekoliko od tih znanstvenih alata (UV spektrometar, maseni spektrograf i uređaji za mjerenje tlaka i temperature) razvijeno je u suradnji s francuskim znanstvenicima. Budući da je sonda sletjela tijekom noći, nisu snimljene slike.
Sletač Vega 2 spustio se u 04:00:50 CET 15. lipnja 1985. u sjevernom dijelu Afroditine zemlje (Aphrodite Terra). Nadmorska visina mjesta dodira bila je 0,1 km iznad planetarnog srednjeg polumjera. Izmjereni tlak na mjestu slijetanja bio je 91 atm, a temperatura 736 K (463 °C). Utvrđeno je da je površinski uzorak anortozit-troktolitna stijena, koja se rijetko nalazi na Zemlji, ali je prisutna u lunarnim gorjima, što dovodi do zaključka da je to vjerojatno najstarije Venerino područje koje je istraživalo neka svemirska sonda. Prenosio je podatke s površine 56 minuta.

### Balon
Kapsula Vega 2 sa sletačem i balonom ušla je u atmosferu Venere (125 km nadmorske visine) u 03:06:04 CET (vrijeme primanja podataka na Zemlji; moskovsko vrijeme 05:06:04) 15. lipnja 1985. brzinom otprilike 11 km/s. Otprilike u 3:06:19 CET padobran pričvršćen za kapicu desantnog broda otvorio se na nadmorskoj visini od 64 km. Kapa i padobran pušteni su 15 sekundi kasnije na visini od 63 km. Paket balona izvučen je padobranom iz svog pretinca 40 sekundi kasnije na visini od 61 km, na 7,45 stupnjeva j.g.š., 179,8 stupnjeva i.g.d. Drugi padobran otvorio se na nadmorskoj visini od 55 km, 200 sekundi nakon ulaska, vadeći napuhani balon.
Balon je napuhan 100 sekundi kasnije na visini od 54 km, a padobran i sustav napuhavanja su izbačeni. Prigušnica je izbačena kada je balon dosegao otprilike 50 km, a balon je otplivao natrag na stabilnu visinu između 53 i 54 km nekih 15 do 25 minuta nakon ulaska. Srednja stabilna visina iznosila je 53,6 km, s tlakom od 535 mbara i temperaturom od 308–316 K (35–43 °C) u srednjem, najaktivnijem sloju Venerinog troslojnog oblačnog sustava. Balon je u zonskom toku vjetra lebdio prema zapadu s prosječnom brzinom od oko 66 m/s na gotovo konstantnoj geografskoj širini. Sonda je 16. lipnja prešla terminator iz noći u dan u 10:10 CET nakon prelaska 7400 km. Sonda je nastavila raditi danju sve dok konačni prijenos nije primljen u 1:38 CET 17. lipnja nakon ukupne prijeđene udaljenosti od 11 100 km. Nije poznato koliko je dalje balon putovao nakon završne komunikacije.

## Misija na Halleyjev komet
Nakon susreta s Venerom, Vega 1 i 2 su preusmjerene Venerinom gravitacijom da presretnu Halleyjev komet.
Svemirska letjelica započela je svoj susret 7. ožujka 1986. snimanjem 100 fotografija kometa s udaljenosti od 14 000 000 kilometara.
Vega 2 se najbliže približila kometu u 08:20 CET 9. ožujka 1986. na 8.030 kilometara. Intenzivno ispitivanje kometa obuhvatilo je samo tri sata oko najbližeg pristupa.  Namijenjeni su mjerenju fizikalnih parametara jezgre, poput dimenzija, oblika, temperature i površinskih svojstava, kao i proučavanju strukture i dinamike kome, sastavu plina blizu jezgre, sastavu čestica prašine i raspodjela mase kao funkcije udaljenosti do jezgre i interakcije kometa i sunčevog vjetra.
Tijekom susreta, Vega 2 snimio je 700 slika komete, s boljom rezolucijom od slika s blizanca Vege 1, dijelom i zbog prisutnosti manje prašine izvan kome u to vrijeme. Ipak, Vega 2 je tijekom susreta zabilježila gubitak snage od 80% u usporedbi s Vega 1 od 40%.
Nakon daljnjih sesija snimanja 10. i 11. ožujka 1986., Vega 2 završila je svoju primarnu misiju.
Razmatrano je 6 milja udaljenog prolaska leta 2101 Adonisa, no ispostavilo se da Vegi 2 nije ostalo dovoljno goriva da napravi potrebne orbitalne promjene za prolazak. Umjesto toga, sonde Vega iskoristile su priliku za mjerenje prašine dok su prolazile kroz orbite 72P/Denning – Fujikawe, Bijelog Kometa i 289P/Blanpaina.
Kontakt s Vegom 2 izgubljen je 24. ožujka 1987. Vega 1 je prethodno iscrpila svoj pogon za kontrolu stava 30. siječnja 1987.
Vega 2 se trenutno nalazi u heliocentričnoj orbiti, s perihelom od 0,70 AJ, afelom od 0,98 AJ, ekscentričnošću od 0,17, nagibom od 2,3 stupnja i orbitalnim razdobljem od 281 dana.